# 加伯爾巴赫河 (穆德河支流)
49°37′10.49″N 9°11′59.06″E / 49.6195806°N 9.1997389°E

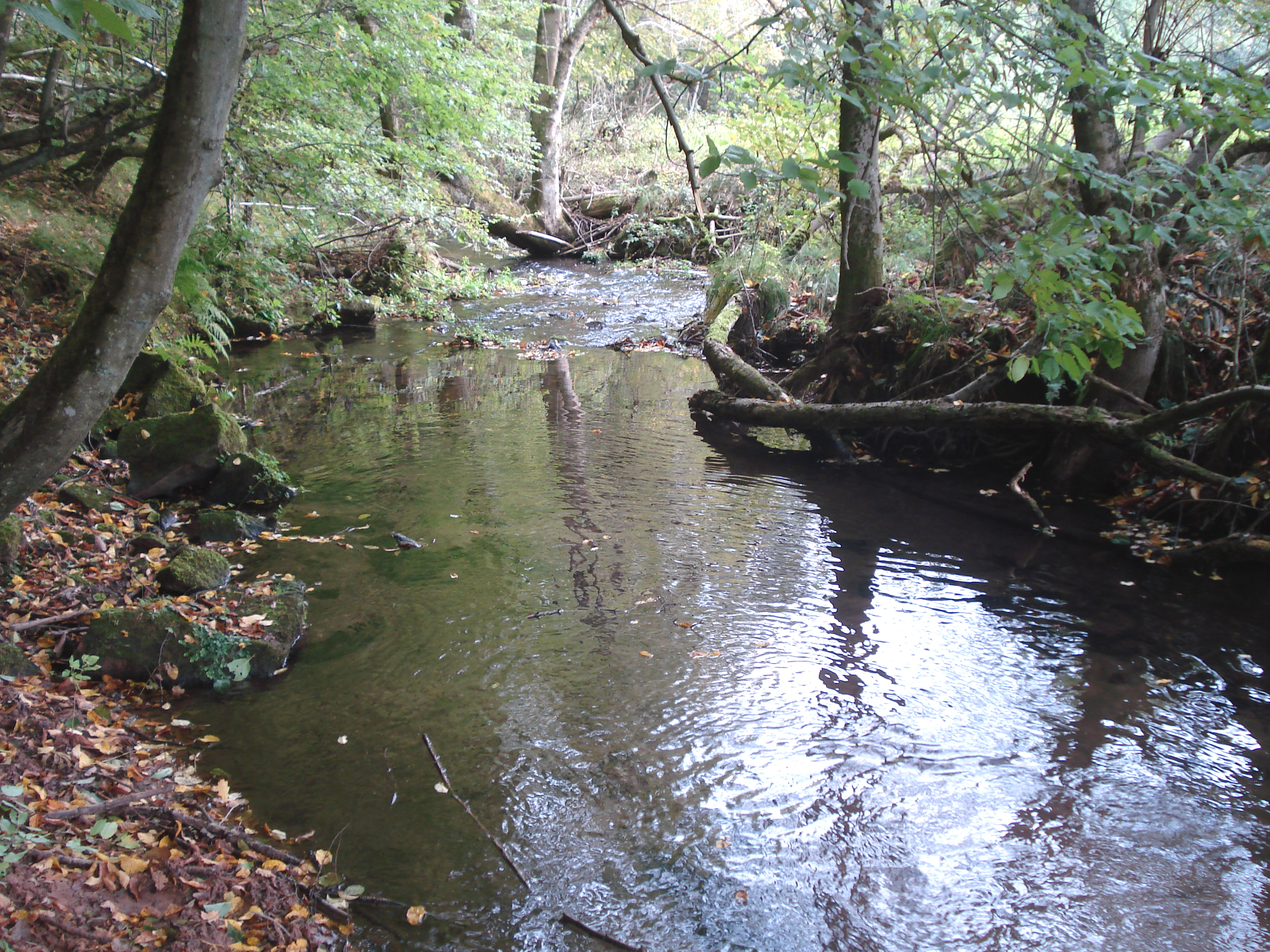

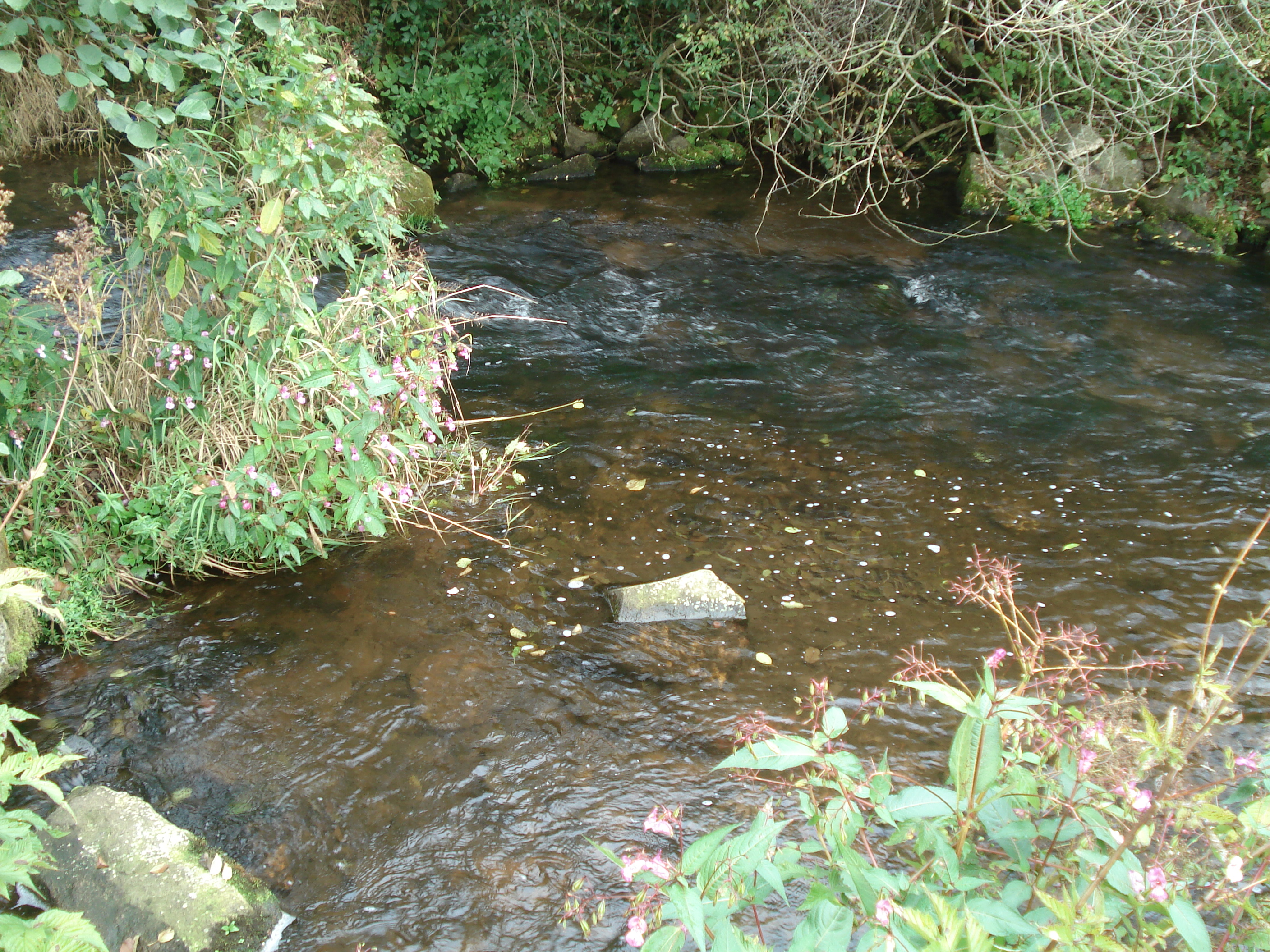

加伯爾巴赫河（德語：Gabelbach），是德國的河流，位於該國東南部，由巴伐利亞負責管轄，屬於穆德河的左支流，河道全長8.1公里，河口處在基希采爾以東。